# Protopaussus walkeri
Protopaussus walkeri is een keversoort uit de familie van de loopkevers (Carabidae). De wetenschappelijke naam van de soort werd in 1897 gepubliceerd door Charles Owen Waterhouse.